# Augusta Kochanowska

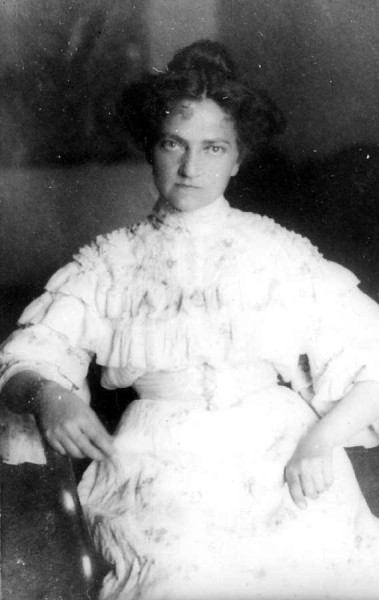
Augusta Kochanowska

Augusta Kochanowska (* 6. Juli 1868 in Czernowitz, Kronland Bukowina, Österreich-Ungarn; † 7. Dezember 1927 in Toruń) war eine polnische Autorin, Buchillustratorin, Ethnografin, Malerin und Restauratorin.

## Biografie
Ihr Vater arbeitete für einige Zeit als Bezirksvorsteher in Kimpolung. Dort freundete sie sich mit Olha Kobyljanska an. 1885 kehrte die Familie nach Czernowitz zurück, weil Kochanowskas Vater die Position eines Beraters der Bezirksverwaltung erhielt. Sie nahm Unterricht bei dem polnischen Künstler Tadeusz Sulima-Popiel. Um ihre zeichnerischen Fähigkeiten zu verbessern, ging sie mit 26 Jahren nach Wien, wo sie 1899 ihr Studium an der Universität für angewandte Kunst abschloss. Sie lebte und arbeitete in Czernowitz.
Kochanowska produzierte Artikel und Illustrationen und veröffentlichte diese in verschiedenen, auch deutschsprachigen Publikationen. Sie war als Ethnografin und Expertin der Leben und Bräuche der Huzulen bekannt. Ihre Artikel über die Kultur Bukowinas und Galiziens erschienen zwischen 1898 und 1914 in ethnografischen Zeitschriften in Wien. Sie beschrieb die Traditionen der Huzulen, die in den Bergen „konserviert“ wurden, das Leben der Hirten, die Behausungen der Bergsteiger, ihre Kleidung und Gerichte.
Kunstkritiker bemerkten den Einfluss der ukrainischen Ästhetik auf Kochanowskas Malerei. Ihre Gemälde enthielten Darstellungen von Kirchen in der Bukowina, Bauernkleidung und huzulischen Ornamenten. Sie wurde die erste Illustratorin von Kobyljanskas Werken, zum Beispiel der Zeichnungen im Erzählband Kleinrussische Novellen, der 1901 in Minden erschien. Kochanowska zeichnete auch Illustrationen für die Werke von Iwan Franko, Iwan Netschuj-Lewyzkyj und Isydor Worobkewytsch. Ihre Gemälde wurden auf jährlichen Ausstellungen in Czernowitz präsentiert. Bekanntheit erlangte sie durch ihre Teilnahme an der Jagdausstellung 1910 in Wien. Die Jury zeichnete sie mit einer Diplomurkunde aus und Erzherzog Carl Franz Joseph überreichte ihr eine Goldbrosche.
Kochanowska restaurierte auch Kirchen und Klöster. Insbesondere ist bekannt, dass sie ein Stipendium und den Auftrag erhielt, Bilder und Zeichnungen im Kloster Putna zu restaurieren. Sie lebte ab 1922 bei ihren Verwandten in der polnischen Stadt Toruń. Aus Geldmangel wurde sie ins Klosterkrankenhaus eingeliefert, wo sie starb. Ihre Grabstätte ist unbekannt.

## Nachwirkung
1985 und 1993 fanden Ausstellungen zu Kochanowskas Werken in Czernowitz statt. Mehr als 80 Jahre nach Kochanowskas Tod wurden drei ihrer Werke in den Katalog von Sotheby’s in London aufgenommen. Einige der Originale ihrer Gemälde befinden sich in Privatsammlungen. Die größte Sammlung befindet sich im Kunstmuseum in Czernowitz.

## Galerie

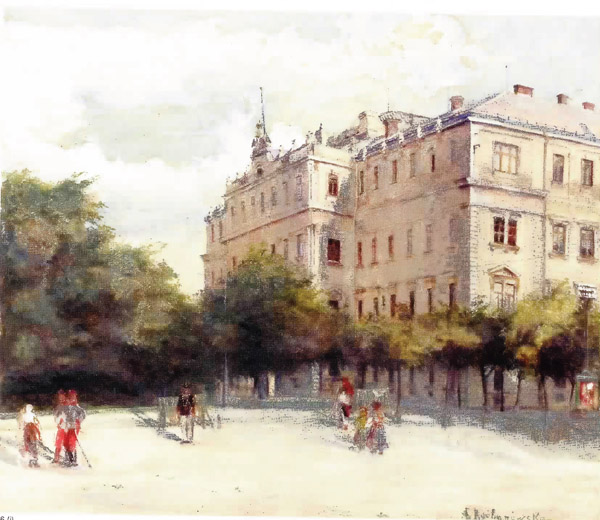
Straßenszene Łódź (1890)
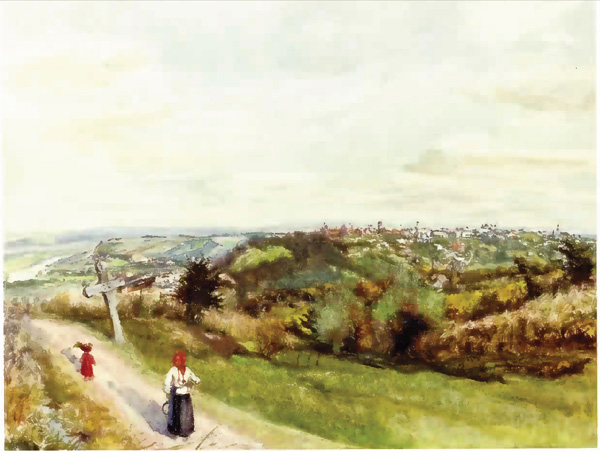
Blick auf Krakau (1890)
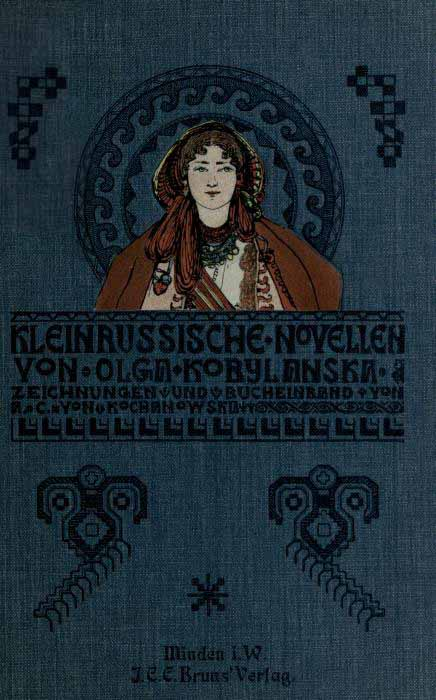
Von Kochanowska erstellter Einband für Kobyljanskas Erzählband Kleinrussische Novellen (1901)